# Mil ojos y mil oídos del Partido
Mil ojos y mil oídos del Partido era una frase usada por el grupo terrorista Partido Comunista del Perú-Sendero Luminoso (PCP-SL) para referirse a su red de informadores.
Posiblemente la frase tenga como punto de origen la China maoísta. Era una frase usada para amedrentar a la población y era escrita en paredes de las comunidades siendo, además, repetida de manera oral en los lugares donde la organización terrorista tenía presencia. Esta frase era usada para denotar el dominio del Partido por sobre la población sometiéndoles mediante el miedo (incluso haciéndoles sentir vigilados a pesar de no estar vigilados) a la vez que fomentaba las acusaciones mutuas. Los pobladores no sabían quienes eran militantes senderistas porque estos se camuflaban entre la población. Esto creó un escenario de colaboracionismo de la población con Sendero Luminoso, caso contrario eran ejecutados si colaboraban con las Fuerzas Armadas. La frase también era usada en el ambiente universitario para amedrentar a los estudiantes.